# Henri Bismuth
Henri Bismuth (* 5. Januar 1934 in Tunis/Tunesien) ist ein französischer Chirurg, der als Vorreiter auf dem Gebiet der Leber- und Gallenchirurgie gilt. Er war in den 1970er Jahren einer der wenigen Chirurgen weltweit und einer der ersten in Frankreich, die ein Lebertransplantationsprogramm starteten.
Im Jahr 1993 gründete er das Centre Hepato-Biliaire de l’Hôpital Paul Brousse in Villejuif/Frankreich, das sich allen Lebererkrankungen widmet. Dort sollte eine umfassende Betreuung von Patienten mit Erkrankungen der Leber und der Gallenwege durch die Zusammenführung aller diagnostischen und therapeutischen Mittel in einem Zentrum und demselben multidisziplinären Team erfolgen und weiterentwickelt werden.
1995 erhielt Bismuth ein Ehrendoktorat der Universität Porto. 2005 erhielt er den Rudolf-Nissen-Preis der Deutschen Gesellschaft für Allgemein- und Viszeralchirurgie.